# Anillo de Rowland
El anillo de Rowland es una herramienta utilizada para el estudio de la magnetización de un material ferromagnético, como el hierro, para deducir su comportamiento. Fue desarrollado por el físico estadounidense Henry Augustus Rowland.
Tiene la forma de un delgado toroide de sección circular a cuyo alrededor está envuelta una bobina primaria; la bobina recibe la corriente Ip produciendo un campo magnético cuya intensidad está determinada por la capacidad de magnetización del núcleo, será mayor si el núcleo es en material ferromagnético.   
La ecuación del campo magnético dentro del espacio toroidale es: 
B=B0+BM
donde B es el campo electromagnético, B0=μ0nIp intensidad campo magnético en ausencia de núcleo en material ferromagnetico, y BM es el contributo del núcleo en material ferromagnético.